# سیارک ۱۸۰۱۹
سیارک ۱۸۰۱۹ (به انگلیسی: 18019 Dascoli، نامگذاری:1999JJ126) هجده هزار و نوزدهمین سیارک کشف شده‌است که در ۱۳ مه ۱۹۹۹ کشف شد.
قدر مطلق این سیارک برابر ۱۵٫۵ است.